# Wierum (Groningen)
Wierum is een buurtschap  op een tot 4,46 meter (boven NAP) hoge wierde in de gemeente Het Hogeland van de Nederlandse provincie Groningen. Vroeger werd de naam Wierum ook gebruikt voor de huizen ten westen van het Reitdiep, die sinds de 19e eeuw alleen nog als Wierumerschouw worden aangeduid. Op de wierde bevinden zich een boerderij, twee huizen en een kerkhof, waarvan de oudste grafzerk uit 1679 dateert. Het Pieterpad loopt door Wierum. Ten zuiden van Wierum liggen de wierde Enens en de rond 1850 ernaast gebouwde Friese kop-hals-rompboerderij De Paddepoel.

## Geografie
De buurtschap bevindt zich in de noordelijke punt van de gebieden de Lage Paddepoel en Selwerd. De grens tussen beide gebieden is niet duidelijk, al wordt aangenomen dat het de weg dwars over de wierde is. Wierum ligt nagenoeg aan het Reitdiep. De brug over het diep en het daar ontstane gehucht, beide Wierumerschouw genaamd, zijn dan ook naar Wierum genoemd. Ook de Wierumerpolder aan de overzijde van de rivier ontleent zijn naam aan Wierum.

## Geschiedenis

### Opbouw en bewoning
De wierde van Wierum wordt vermoedelijk bewoond sinds 400 v.Chr.. In die tijd raakte de kwelder nog bij elke stormvloed overstroomd en dus waren de inwoners genoodzaakt om de wierde al snel op te hogen, hetgeen vermoedelijk onder de begraafplaats ligt. De eerste bewoners waren waarschijnlijk veehouders, die hun vee lieten grazen op omringende weiden. Tussen 300 v.Chr. en het jaar nul slibde de kwelder zo hoog op dat het omliggende land nog slechts zelden onderliep. In de Romeinse tijd werd een grote uitbreiding en versterking gedaan aan de wierde met mest en plaggen. Er zijn veel vondsten gedaan die wijzen op een grote bevolkingstoename in die tijd. Met de val van het rijk raakte de wierde echter ontvolkt, maar in de Merovingische (481-751) en Karolingische tijd (751-987) kwamen de bewoners weer terug. Toen in de 10e en 11e eeuw de kust echter sterk opslibde, waardoor de waterafvoer verslechterde, werd bewoning -ook als gevolg van stormvloeden- echter weer moeilijker. Met de bedijkingen en organisatie van de waterschappen werd het tij weer gekeerd en konden ook de lager gelegen gebieden permanent worden bewoond.
De bewoning van Wierum heeft nooit uit meer bestaan dan een kerk, weem (pastorieboerderij) en kosterij (schoolmeesterswoning met klaslokaal). Het grootste deel van de bevolking woonde in de landerijen eromheen en dan met name aan de westelijke overzijde van het Reitdiep.

### Kerk en collatierecht

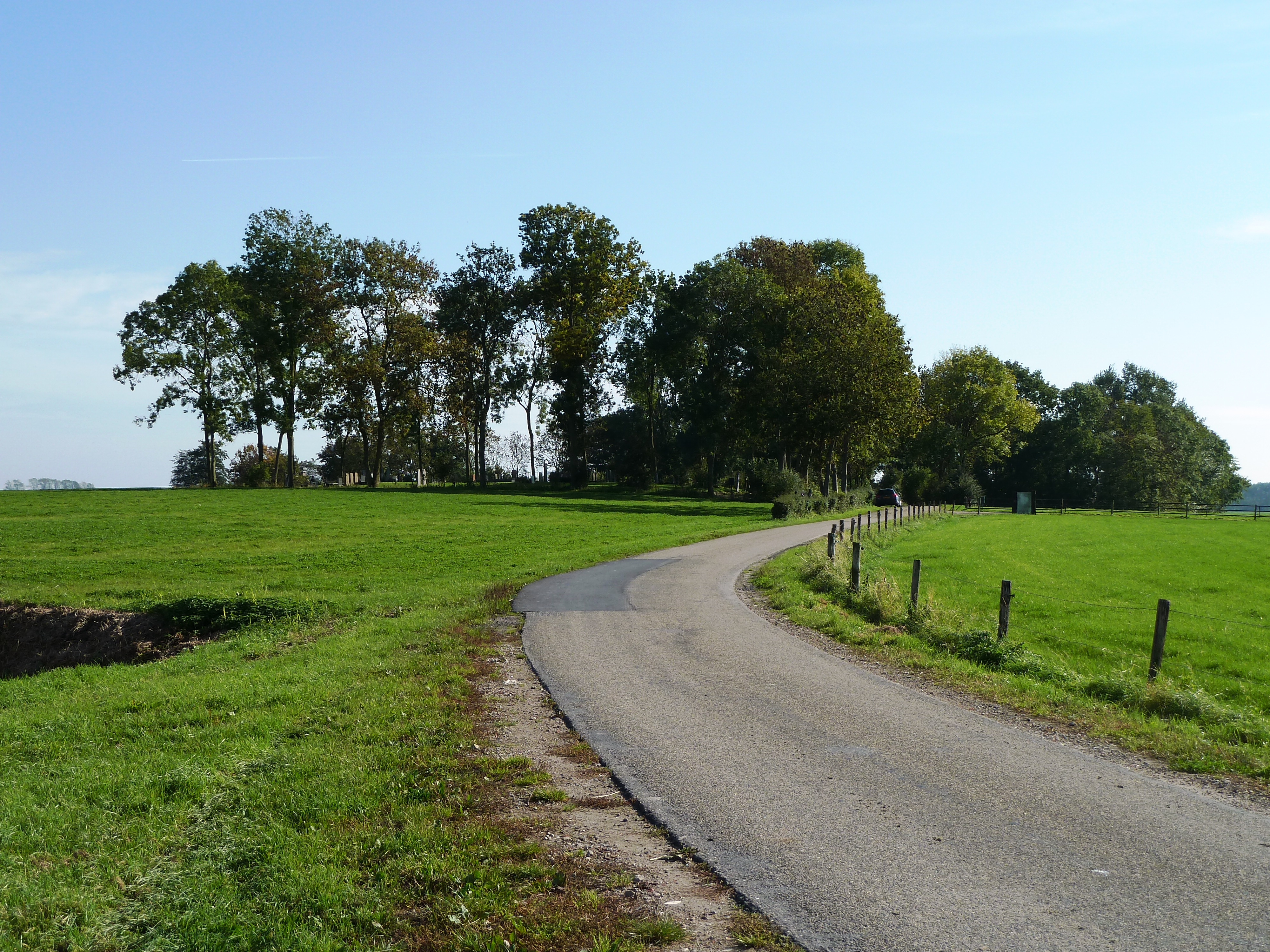
De herstelde wierde gezien vanaf de richting Wierumerschouw

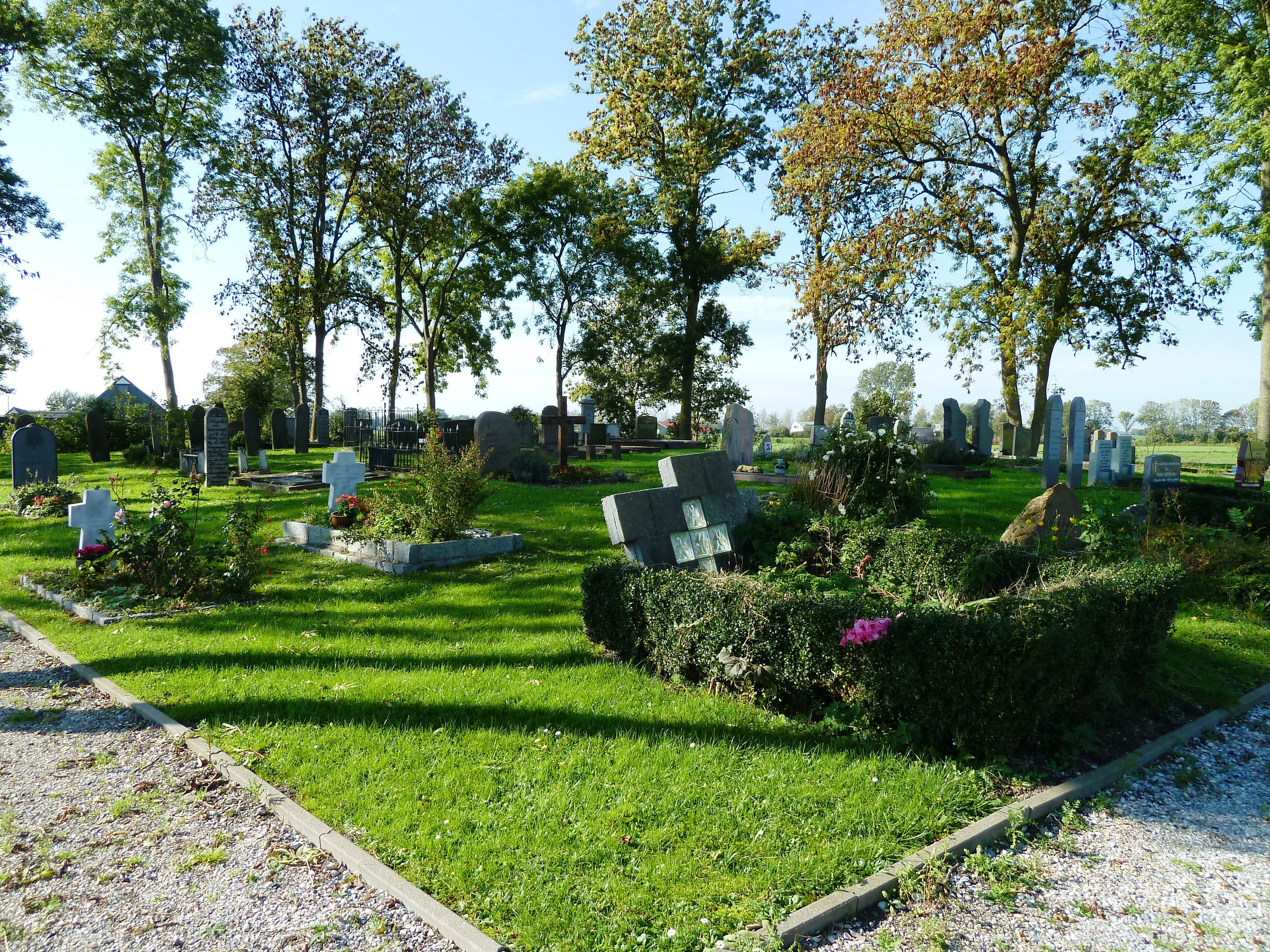
De begraafplaats wordt nog altijd gebruikt

Vroeger stond er een kerk zonder toren (de klok hing in een klokkenstoel op het kerkhof), die ouder moet zijn dan 1378, want in dat jaar komt Wierum voor het eerst voor als parochie. De kerk zelf werd waarschijnlijk in het begin van de 13e eeuw gebouwd en staat ingetekend op een kaart van landmeter H. Bierum uit 1676. Vermoedelijk ging het om een rechthoekige zaalkerk met een versmald rechtgesloten koor. De parochie strekte zich uit van Aduard tot Harssens. De meeste parochianen woonden ten westen van het Reitdiep. Voor hen stond de kerk op een ongunstige plek, want zij moesten elke zondag bij Wierumerschouw per voetveer worden overgezet door de veerman. Later werd hiervoor een speciale diaconieboot aangeschaft.
Na de reductie werd het kerkdorpje kerkelijk gecombineerd met Dorkwerd. De eerste genoemde predikant die beide plaatsen onder zijn hoede had was Marcus Marsmannus in 1612. De kerk van Wierum bleef gedurende haar bestaan en kerkelijke vereniging met Dorkwerd de belangrijkste van de twee: Per vier weken werd drie keer gepreekt in Wierum en één keer in Dorkwerd.
Het collatierecht was tot 1520 in handen van de abdij van Aduard en vervolgens van het geslacht Gaykinga (Gaickinga). Hun boerderij Gaykingaheerd stond rond 1500 aan de naar hen vernoemde Gaaikemadijk (voor 1619 gesloopt). Hun voorouders hadden de collatie in 1360 aan de abdij geschonken in ruil voor een aantal privileges, waaronder deelname aan het jaarlijkse feestmaal van het klooster op Sint-Bernhardsdag. Op die feestdag in 1520 raakten de beide broers Hendrik en Frederik Gaykinga in gevecht met enkele lekenbroeders en vonden daarbij de dood. Als straf moest het klooster het collatierecht over Wierum en Zuidhorn aan hun erfgenamen teruggeven. Begin 19e eeuw was het collatierecht in handen van de familie Trip uit Groningen, die het in 1825 overdroeg op kerk en leden. Dat jaar werd de Reitdiepdijk naar Wierum vernield bij een stormvloed op 4 en 5 januari. Daarmee ging ook het kerkpad over deze dijk naar de kerk verloren. De kerk van Wierum was destijds zowel van buiten als van binnen in slechte staat: Van buiten moesten de muren opnieuw worden gevoegd. Van binnen was de klokkenstoel aan vervanging toe en moest de vloer worden herlegd. Ook vertoonden de kerkbanken, de kansel en het doophek gebreken. Besloten werd daarop om de kerk maar af te breken en de gemeente voortaan naar het veel beter bereikbare Dorkwerd te laten gaan.
In 1829 werd de kerk afgebroken en werd te Dorkwerd een nieuwe pastorie gebouwd. De inwoners werden daarop kerkelijk bij Dorkwerd ingedeeld, terwijl die ten oosten van het Reitdiep (Wierumerschouw) bij Adorp werden gevoegd. De klokkenstoel en de in 1682 door Gerhard Schimmel gegoten klok werden in de winter van 1829 over het ijs naar Dorkwerd gebracht, alwaar deze weer werd opgesteld bij de kerk van Dorkwerd (vanaf 1869 in de toren). De pastorie werd vervolgens ook afgebroken en herbouwd bij Dorkwerd. Rond 1840 stonden er op en rond de wierde de vijf huizen, waar 30 mensen woonden, tegen 190 in Wierumerschouw.

### Afgraving en 'herstel'
De wierde had voor de afgravingen een omvang van 5 tot 6 hectare. Tussen 1912 en 1916 werd ongeveer driekwart van de wierde afgegraven voor gebruik als terpaarde op schrale zandgronden. Alleen rond de gebouwen, het kerkhof en de weg bleef de wierde intact. In de jaren 1960 brak het besef door dat wierden archeologisch van grote waarde waren en werd de wierde net als andere wierden aangewezen tot rijksmonument. De steilwanden staken echter op sommige plekken tot 4 meter uit boven het omringende landschap en begonnen op plekken te verzakken. De grond van de wierde was ook tot vlak rond het kerkhof afgegraven. Mogelijk lagen aan de randen van het kerkhof de niet-gelovigen, die niet op het kerkhof zelf mochten worden begraven. Rond het jaar 2000 kwamen door de verzakkingen daar namelijk botten tevoorschijn uit de verzakte wierde. Dit was een van de redenen waarom de wierde in aanmerking kwam voor het wierdenherstelprogramma van de provincie Groningen. Tussen 2006 en 2008 is het grootste deel van de wierde hersteld met gebruikmaking van 80.000 kubieke meter klei; baggerspecie uit het Van Starkenborghkanaal. Één bewoner wilde echter niet meewerken, waardoor een deel van de wierde nog altijd lager ligt. Stichting Het Groninger Landschap heeft het aangevulde deel van de wierde als natuurbegraafplaats ingericht.

## Externe link

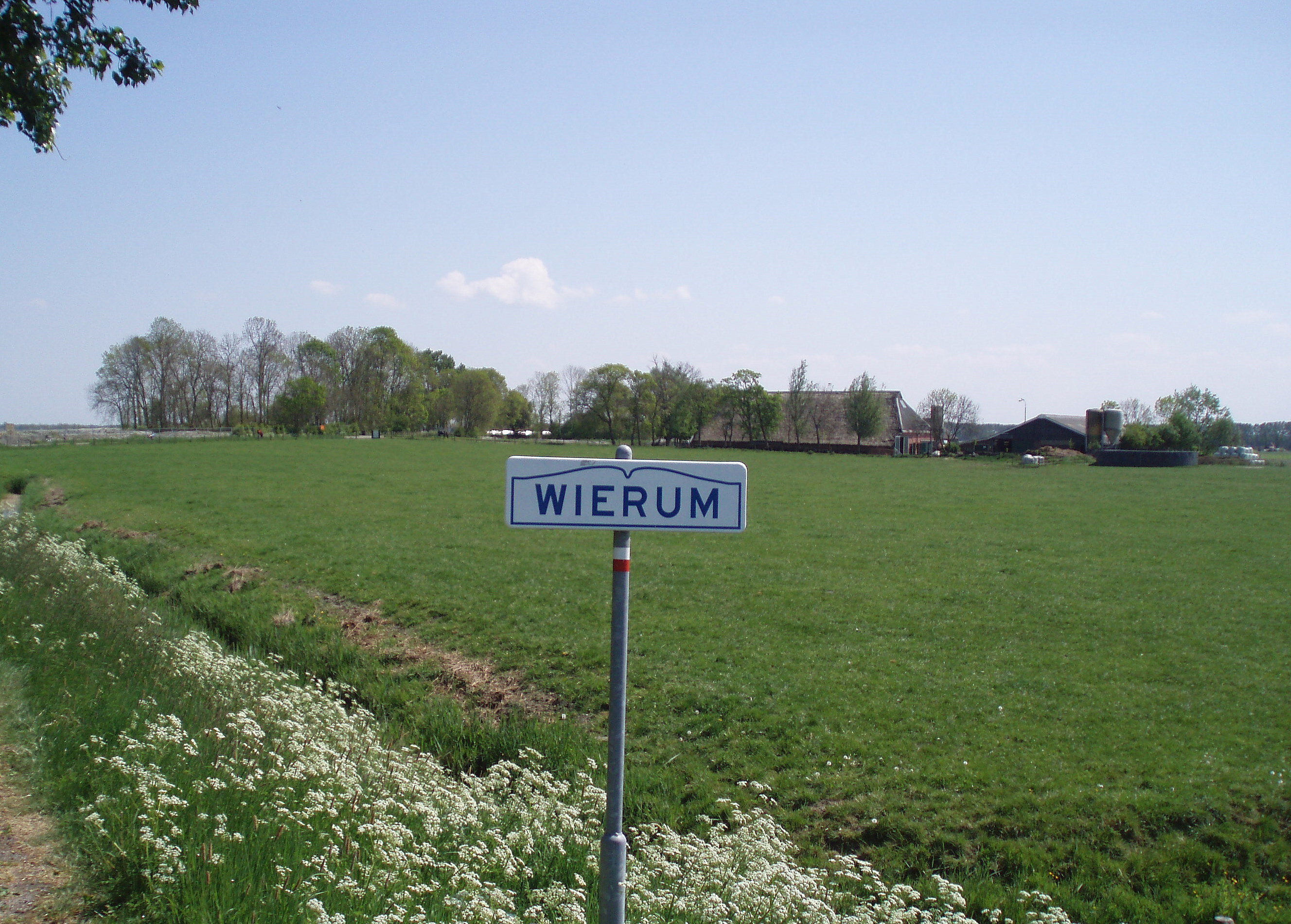
Gezicht op de wierde in 2007, tijdens de herstelwerkzaamheden
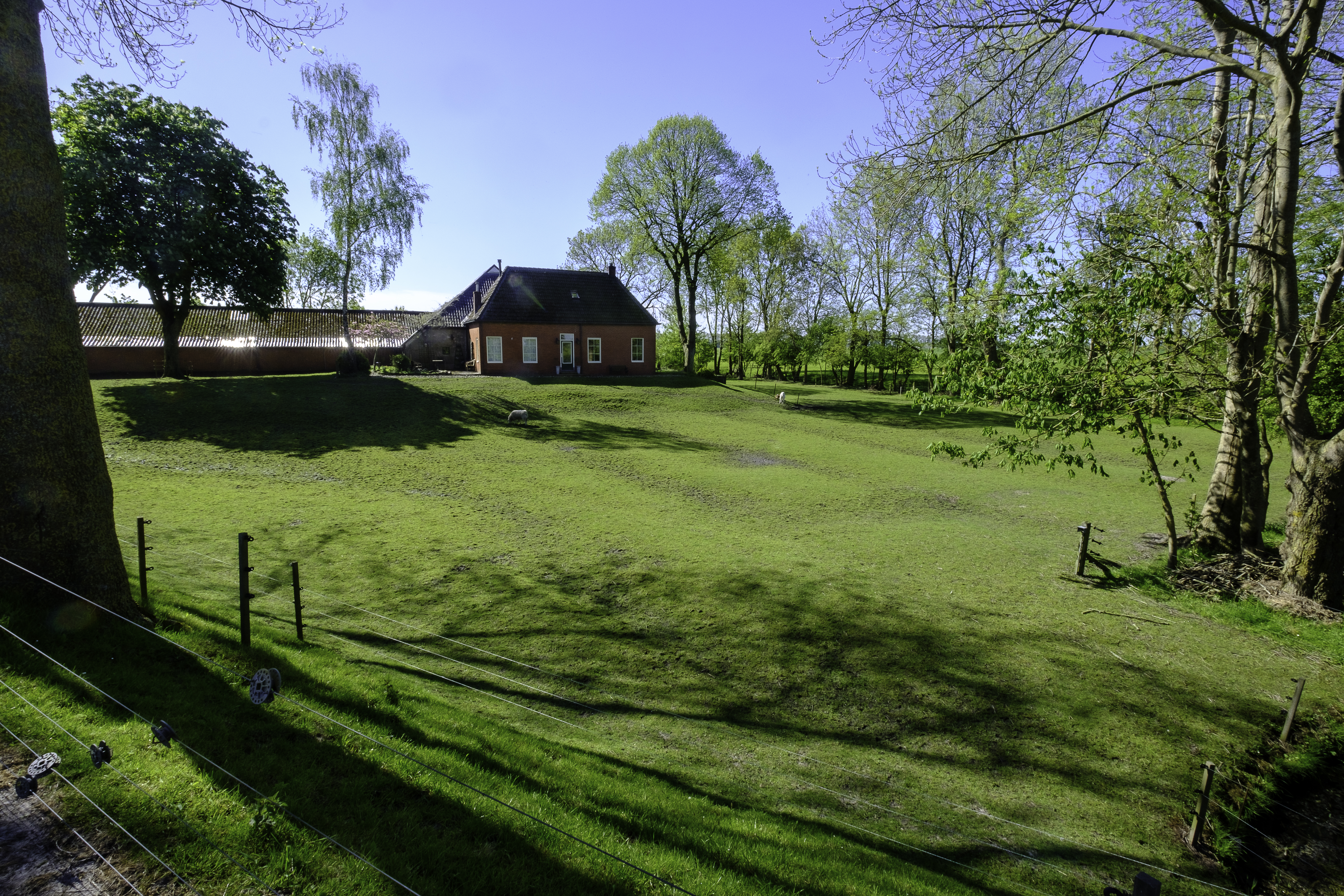
Een stuk voor het huis tegenover de begraafplaats is niet hersteld